# Kamienica "Kaszubianka"
Kaszubianka - zabytkowa kamienica położona przy Starym Rynku w Pucku, oznaczona numer 22. Mieści się w niej najstarszy sklep w Pucku.

## Historia
Kamienica wzniesiona w I poł. XIX w. Początkowo w rękach Niemców. W 1899 roku odkupiona przez Bazylego Adolpha. W latach 1914-1918 w kamienicy funkcjonował Bank Puck. Do wybuchu II wojny światowej mieściła się tu drogeria, skład kolonialny oraz hurtownia wyrobów tytoniowych.
Po wojnie w 1956 roku ponownie otworzona została drogeria, jednak z czasem przemianowana została na sklep z pamiątkami kaszubskimi. Sklep istnieje do dziś.

## Opis architektoniczny
- Fasada jest najbardziej bogato zdobioną częścią kamienicy. Parter od piętra oddziela gzyms, na którego powierzchni znajdują się dwie płyciny w kształcie prostokąta. Między nimi liść stylizowanej palmety. Powierzchnia płycin wypełniona wicią rośliną z liśćmi dębu. Na piętrze sześć otworów okiennych wspartych na poniższym gzymsie, obwiedzionych profilowanymi ramami, składających się z wklęsłej i wałka. Nad pasem okien belkowanie z uskokowym gzymsem, pod nim fryz kostkowy wsparty na pasie zdobiony łezkami w kształcie listków.
- W kondygnacji strychowej trzy otwory okienne - środkowy prostokątny zwieńczony łukiem, zdobiony kwiatami wyrytymi w tynku. W oknie znajdują się inicjały pierwszego właściciela (H.H)[4] oraz kotwiczka (pierwotnie znajdowała się jeszcze druga oraz dodatkowo skrzyżowane z sobą dwie strzały). Po bokach dwa okna półkuliste, w których znajdują się zdobienia (strzałki oraz gałązka laurowa). Kondygnację wieńczy wieloprofilowy gzyms z trójkątnym płaskim tympanonem
- Boczna elewacja, od ulicy 10 lutego, posiada skromniejszy wystrój. Od boku powierzchnia pomiędzy parterem a I piętrem wypełniona jest trzema płycinami jak od frontu, które zdobią wicie roślinne z wąskimi liśćmi dębu. Między nimi  znajdują się palmety. Całość wieńczy gzyms przechodzący z elewacji frontowej, stanowiący również gzyms podokapowy dachu. W dalszej części budynek został podwyższony o jedną kondygnację[5].